# Linder Aluminiumbåtar
Linder Aluminiumbåtar är en svensk fritidsbåtstillverkare med säte i Tingsryd i Småland. 
Företaget grundades av Lars-Göran Linder 1966 med tillverkning av glasfiberkanoter. År 1981 övergick företaget till att göra kanoterna av aluminium och har därefter utökat sortimentet med rodd- och motorbåtar.
Med cirka 30 anställda tillverkades[när?] över 2.000 båtar och 800 kanoter om året.